# ダルラマン宮殿
ダルラマン宮殿（ペルシア語: قصر دار الامان、パシュトー語: دار الامان ماڼۍ、英: Darul Aman Palace）は、アフガニスタンの首都カーブル近郊にある、西洋様式の宮殿建築である。
1920年代初頭、近代化政策を進めたアフガニスタン国王アマーヌッラー・ハーンによって、将来の国会議事堂として建築された建物である。アマーヌッラー・ハーン失脚後に建物は一時放置され、その後は国防省の庁舎として使われるなど変遷を経た。1990年代初頭のアフガニスタン紛争に巻き込まれてからは長らく廃墟と化していたが、2016年から2020年にかけて復元作業が行われた。

## 名称
ダルラマンとは「 Aman（安全）の居所（家）」という意味であるが、「アマーヌッラー (Amanullah) の居所」という意味をかけているという。ペルシャ語・パシュトー語の発音により近い形でカナ転記すれば「ダールッラーマーン」である。この語はアラビア語  دار الأمن （ダール・ル＝アマーン　Dar al-Aman）に由来する（概念についてはDivisions of the world in Islam参照）。

## 歴史
ダルラマン宮殿は、1920年代の初め、アフガニスタン（バーラクザイ朝）の国王アマーヌッラー・ハーン（1892年 - 1960年、在位：1919年 - 1929年）による近代化政策の一環として建設された。この宮殿は、王が建設しようとした新首都ダルラマンの一部であり、新首都は狭軌の鉄道（カーブル＝ダルラマン・トラム）によってカーブルと接続されていた。
宮殿は堂々とした新古典主義建築である。カーブル中心部からは南西へ16km離れており、カーブル西部の平坦で乾燥した谷を望む丘の上に位置する。将来、議会を開催する建物として企図されたものであったが、アマーヌッラー・ハーンが宗教的保守派によって権力の座から追われ（1929年に国外亡命を余儀なくされた）改革が頓挫すると、長らく使われずに放置されていた。
ダルラマン宮殿は、1969年に火災で全焼した。1970年代から1980年代にかけて、この建物は修復されて国防省の庁舎として使用された。1978年の共産党クーデター (Saur Revolution) では、建物に放火された。ソ連によるアフガニスタン侵攻が終了した1990年代初頭、カーブル奪取を図ったムジャーヒディーン諸派閥の戦闘（アフガニスタン紛争 (1989年-2001年) 参照）によって、この建物は再び被害を受けた。ムジャーヒディーンによる激しい砲撃を受けた建物は全焼し、廃墟となった。
2005年、宮殿を改修し、アフガニスタンの将来の議会議事堂として使う計画が発表された。この計画の資金は、外国人やアフガニスタン人富裕層といった民間の寄付によって賄われるとされていたが、改修工事が着手されることはなかった（2010年7月時点で、宮殿を改築する徴候は見られていなかった）。伝えられるところによれば、2012年4月15日にターリバーンが行ったとされる一連の攻撃において、攻撃目標のひとつとされた。なお、アフガニスタン国民議会の新しい議事堂は、宮殿の向かい側に、インド政府の手によって2015年12月に竣工した。
2016年初頭、1919年のアフガニスタン独立100周年を記念する目的で、宮殿を復元するプロジェクトが始動した。2017年春までに、屋内の150室から約600トンの破片が撤去されると共に、内壁の石膏やコンクリートが除去された。プロジェクトには女性を含む80人以上のエンジニアと建築家が参加し、主要な再建工事のほとんどは2019年7月までに完了した。その後も工事は続けられ、2020年の建国記念日までに全て完了した。
2020年、アフガニスタンにおける2019年コロナウイルス感染症のパンデミックを受け、患者を一時的に隔離・治療する200床のセンターとして宮殿を使用することとなり、同年4月18日に開所式が行われた。

## ギャラリー

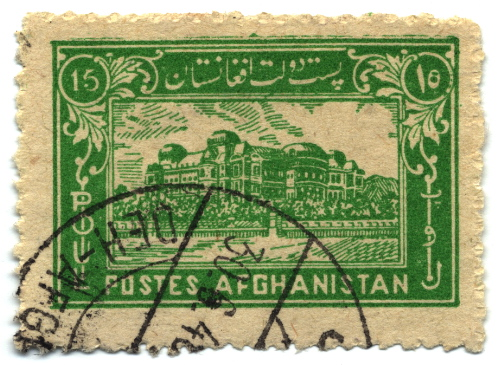
1939年発行の切手に描かれた宮殿
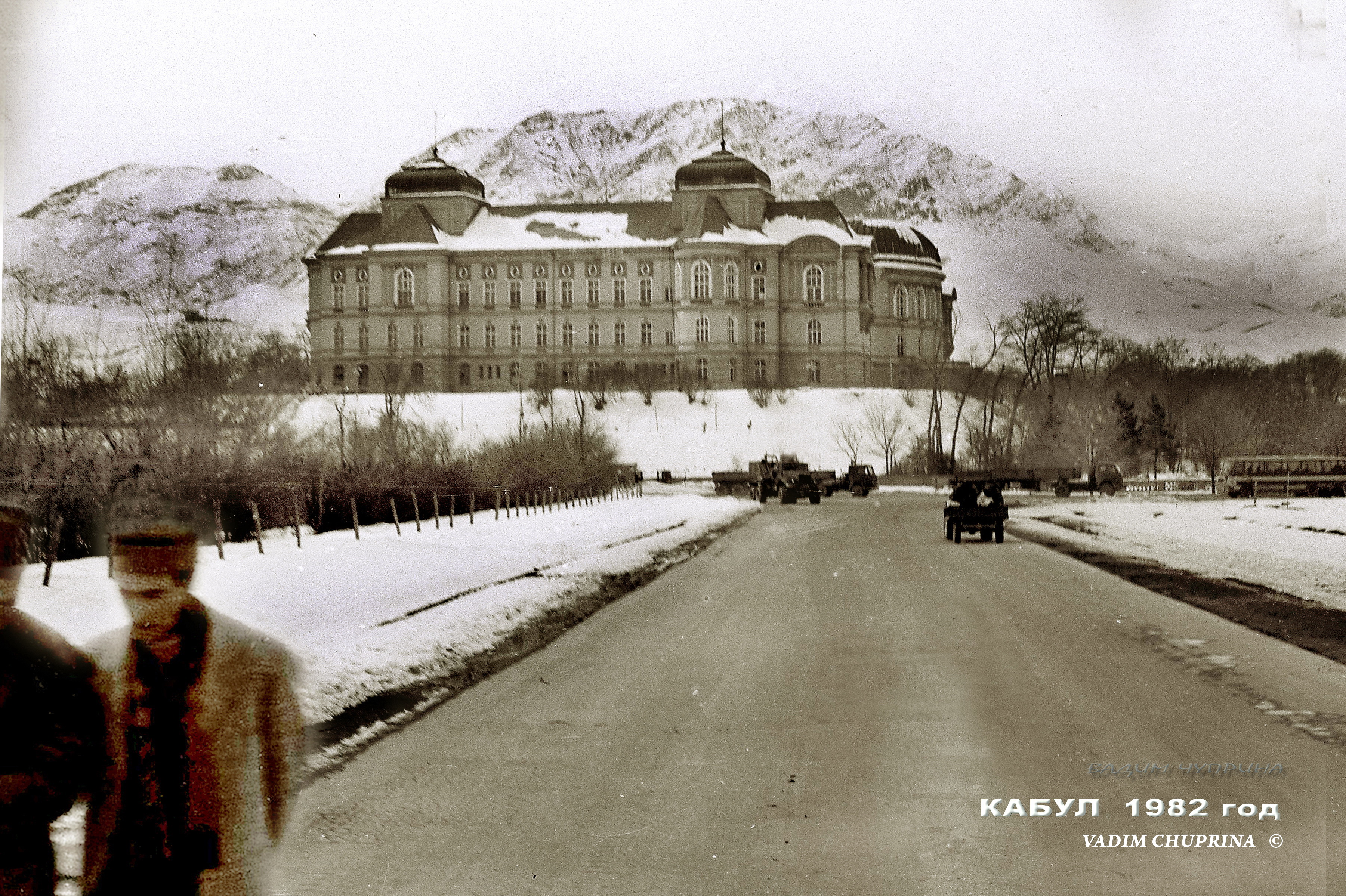
1982年に撮影された宮殿
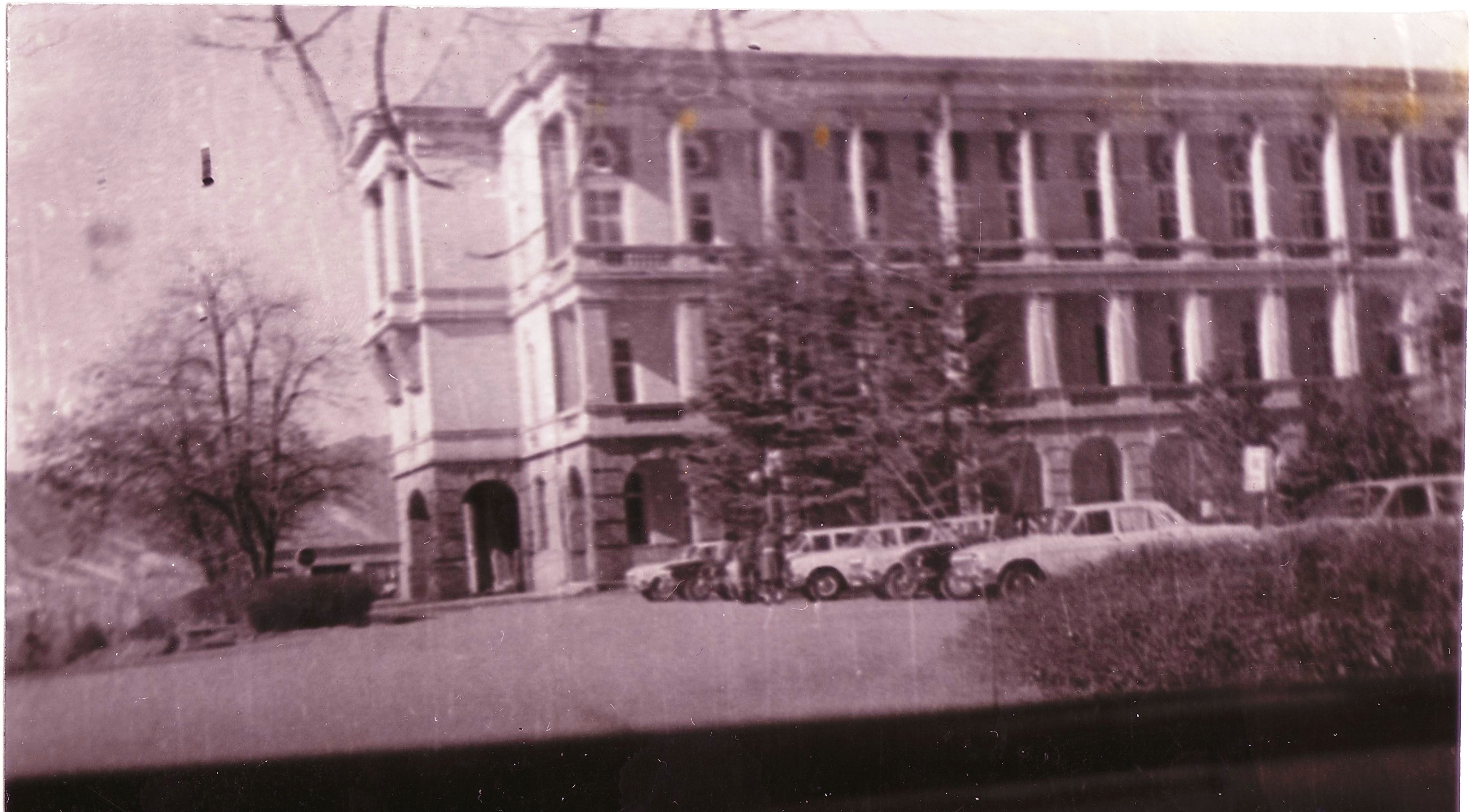
1986年の宮殿
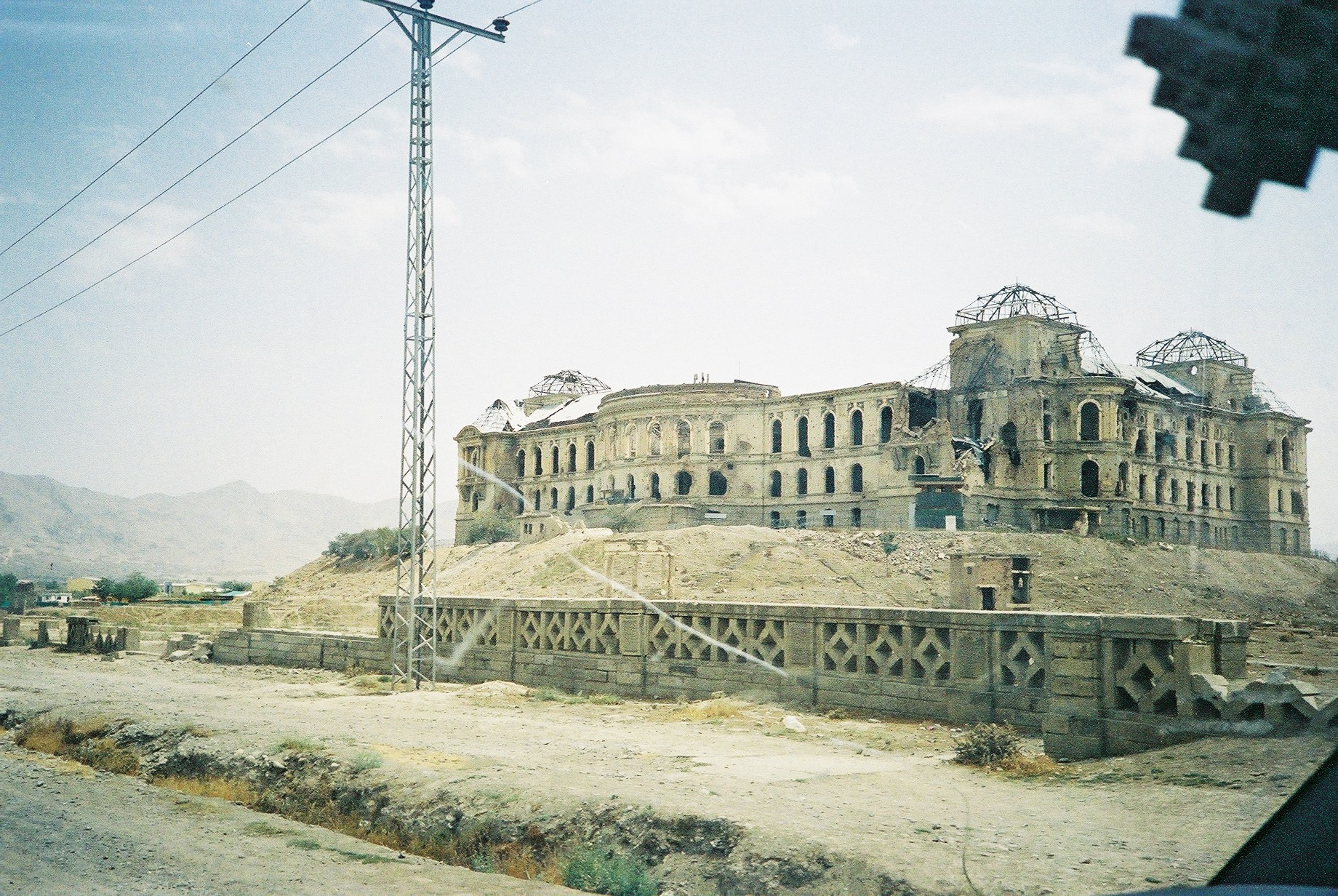
2006年に撮影された宮殿北面。ソビエト撤退後のカーブル争奪戦で受けたダメージが窺える
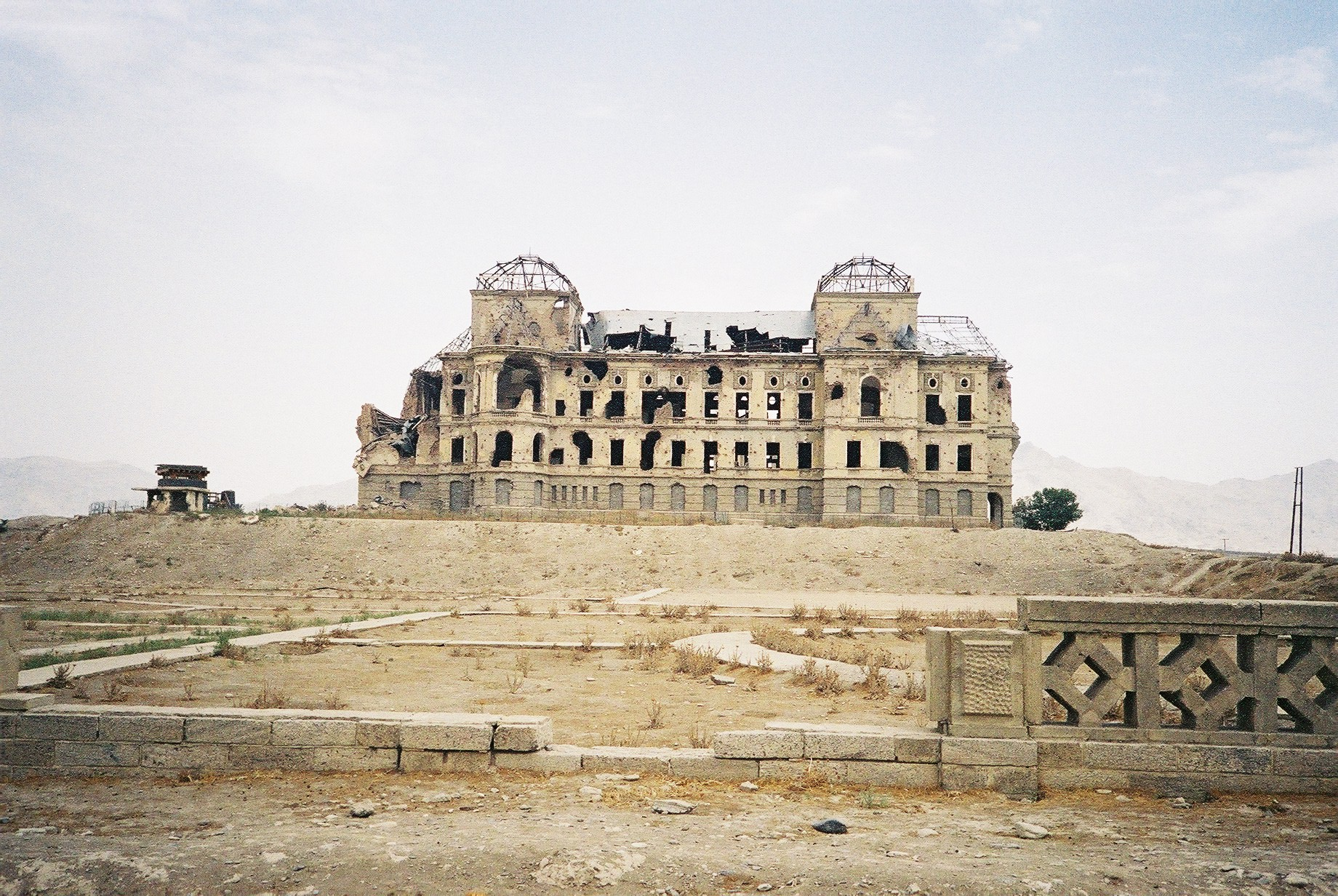
2006年に撮影された宮殿西面
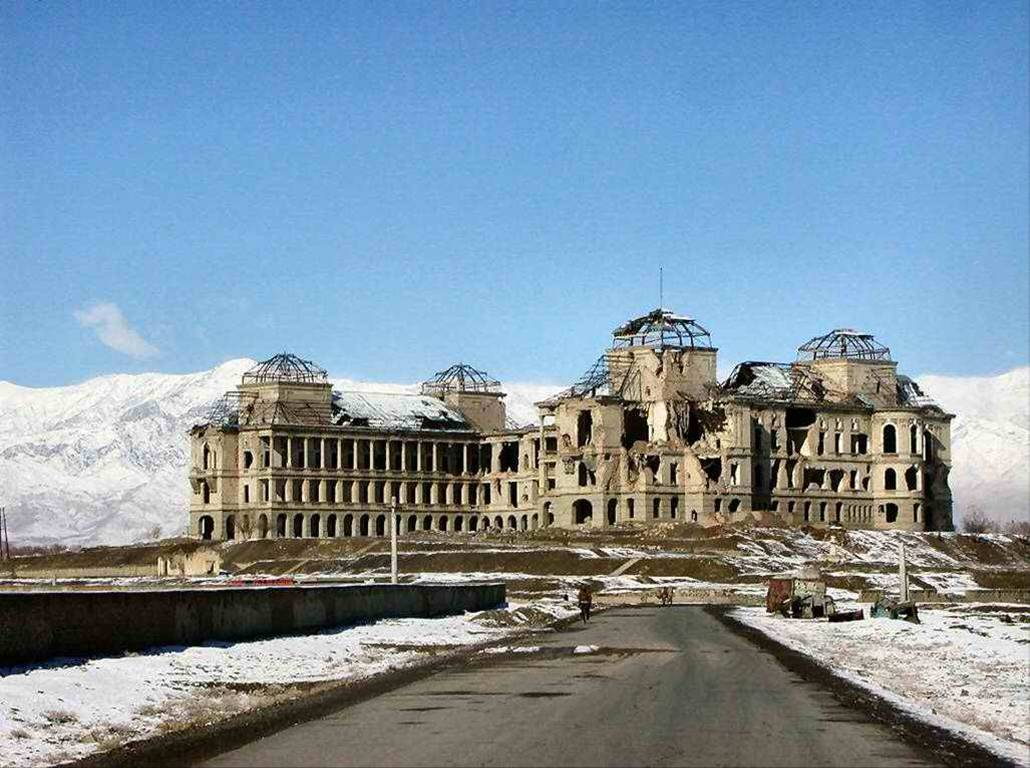
南東側から見た宮殿（2007年撮影）
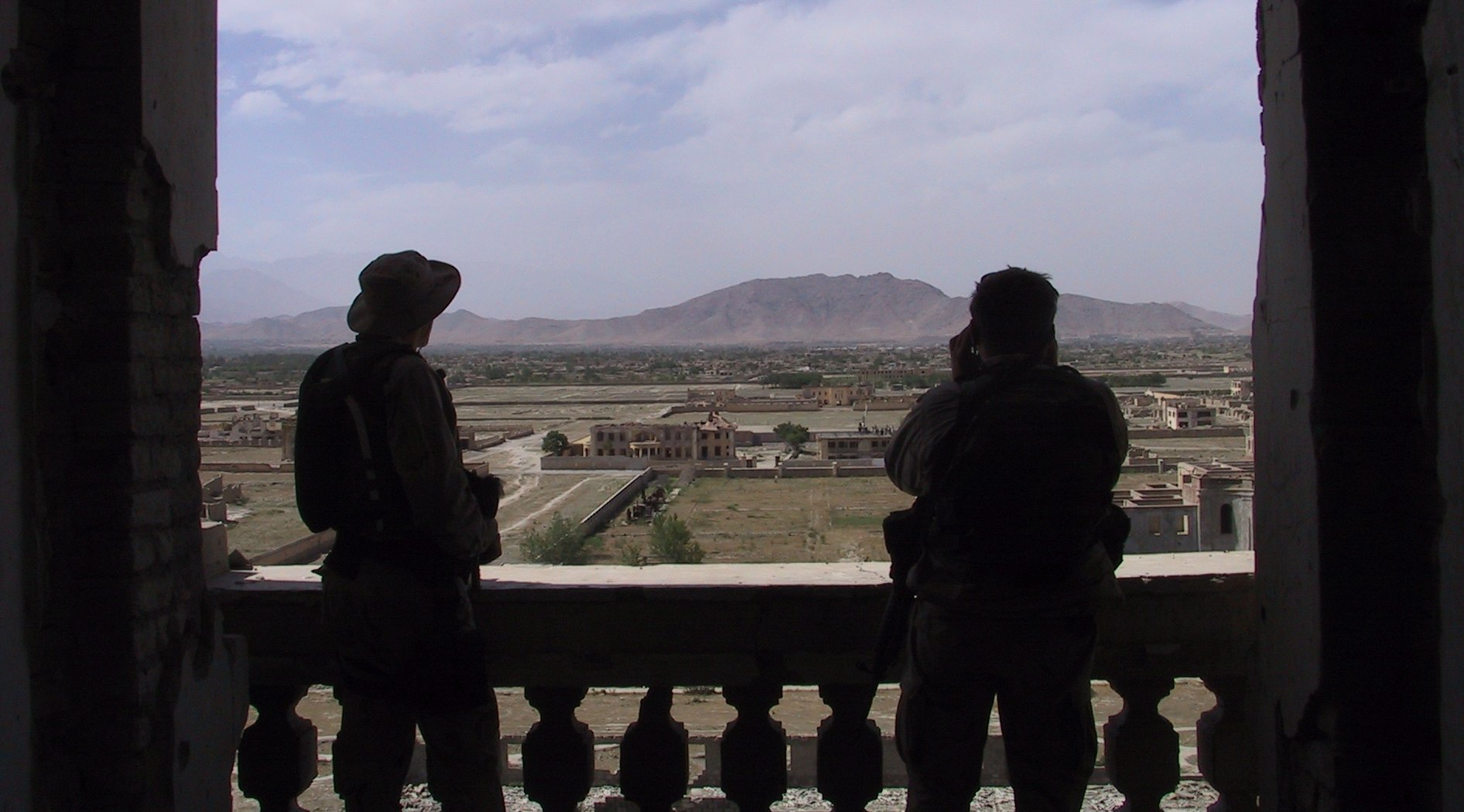
2人の米軍兵士が、宮殿内から北（カーブル市街）を見つめる（2002年頃）
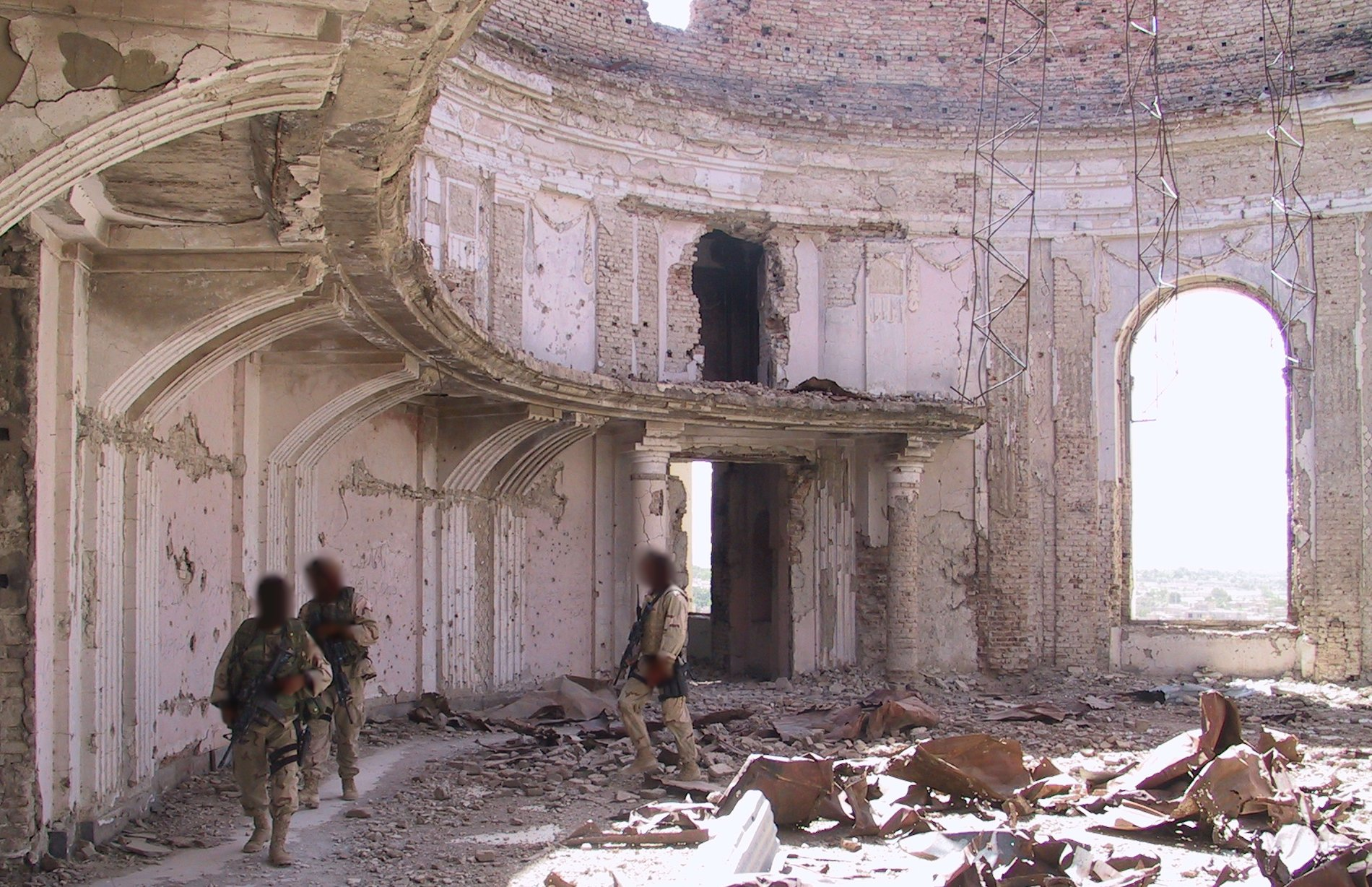
米軍兵士が、重砲撃により崩れ落ちた宮殿内を巡回する（2002年）
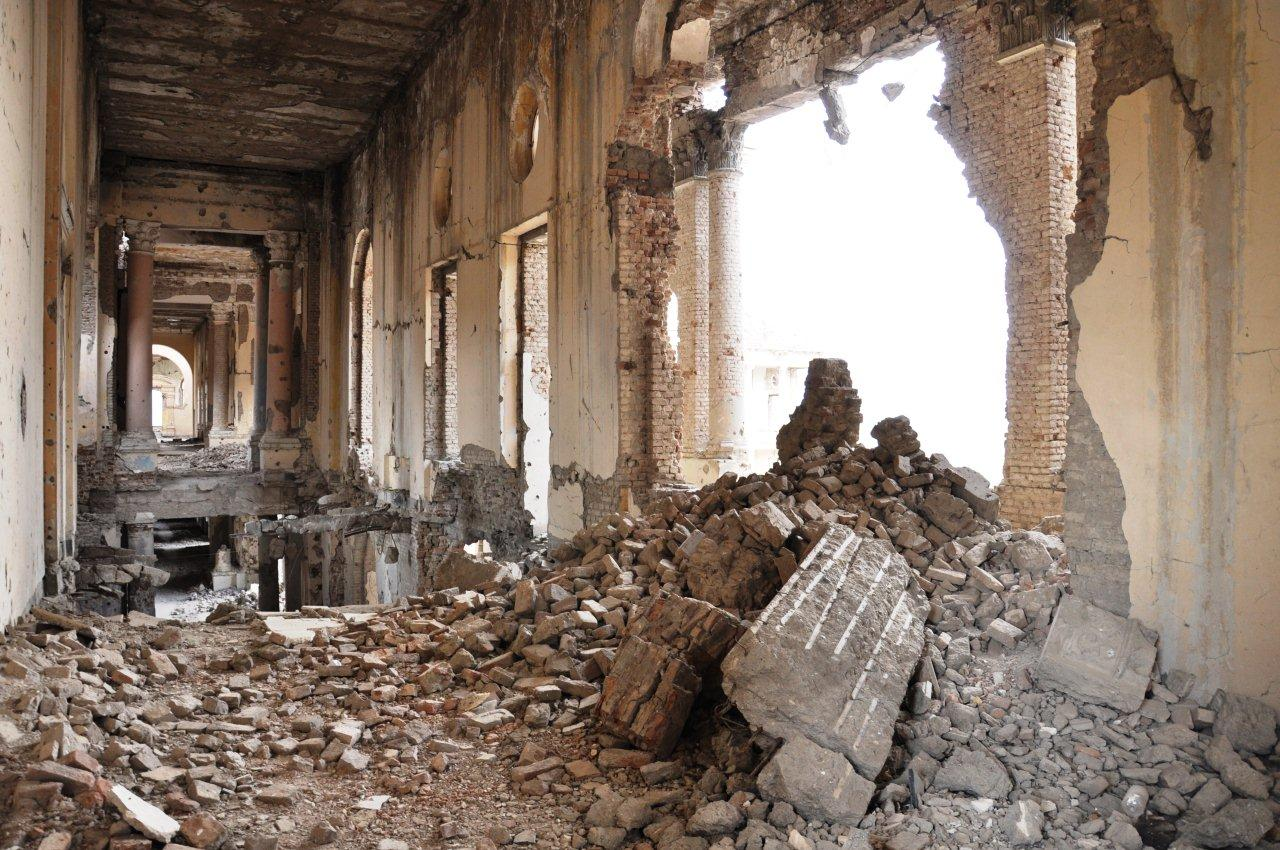
2010年7月に撮影された宮殿内部
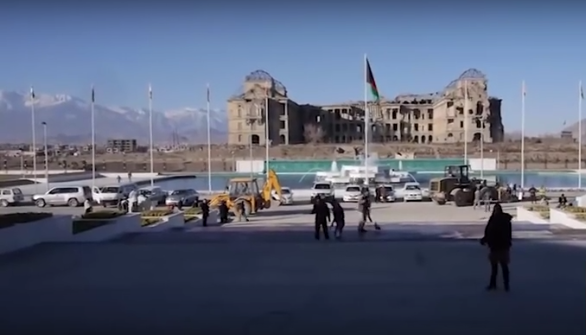
南側に建設された新国会議事堂前より見た宮殿（2015年12月）

## 付近
- タジベク宮殿（英語版） - ダルラマン宮殿が建つ丘の近くに建つ。アマーヌッラー・ハーンがソラヤ王妃 (Soraya Tarzi) はじめ家族の住居として建築した。1979年時点では大統領官邸として使われ、嵐333号作戦の舞台となった。
- アフガニスタン国立博物館（英語版） - ダルラマン宮殿の北東側に位置する。
- アフガニスタン国民議会議事堂 - ダルラマン宮殿の南側に位置する。